# Јелена Триван
Јелена Триван (Косовска Митровица, 4. април 1973) је бивша српска политичарка и менаџерка. Она је била посланик у Народној скупштини Републике Србије, као и потпредседница, члан Извршног и Главног одбора Демократске странке. 

## Биографија
Одрасла је у Приштини где је завршила основну школу. Након тога живела је у Крагујевцу где је завршила гимназију. По завршетку гимназије уписује Филолошки факултет у Београду где је дипломирала 1996. године. Завршила је специјалистичке студије у Бриселу „Европске институције и структура ЕУ“.
Као професор српског језика и књижевности радила је до пролећа 1998. године у Другој крагујевачкој гимназији када због свог политичког ангажмана бива отпуштена. У јесен исте године се на исто радно место запошљава у Првој крагујевачкој гимназији, одакле после петооктобарскиx промена прелази на функцију заменика министра у Министарству за људска и мањинска права, где остаје до 2006. Један је од оснивача Уније синдиката просветних радника.
За време мандата заменика министра била је шеф преговарачког тима СЦГ за закључивање споразума о националним мањинама са суседним земљама и споразума о реадмисији са земљама ЕУ. Била је копредседник међудржавних комисија за заштиту националних мањина са Хрватском, Мађарском и Румунијом.
Од 2004. представник Србије у Комитету за људска права Савета Европе. Функцију портпарола Демократске странке обављала је од 2006. до 2010. године.
Посланик у Народној скупштини Републике Србије од 2007. године. Члан Одбора за европске интеграције и Одбора за културу и информисање. Била је председник групе пријатељства са Холандијом.
На седници Главног одбора ДС 2. октобра 2010. изабрана је за члана Председништва ДС. На XIV Скупштини ДС одржаној 18. децембра 2010. изабрана је за потпредседницу Демократске странке. Оставку на место потпредседника поднела је 7. септембра 2012. Напустила је Демократску странку 2014. године.
Од 27. јануара 2015. године је директор, главни и одговорни уредник Службеног гласника.
Одлуком владе Србије, 14. јуна 2018. именована је за председницу управног одбора Филмског центра Србије.